# Rückentlehnung
Eine Rückentlehnung ist eine besondere Form des Lehnworts.
Manchmal wird ein Wort in eine andere Sprache übernommen und ändert dort seine Bedeutung, seine Lautung oder seine Schreibung. Wird dieses neue Wort in seine Ursprungssprache zurückentlehnt, so spricht man von Rückentlehnung. Eine Liste von Rückentlehnungen ins Deutsche findet man bei Paul 2002, eine wesentlich umfangreichere bei Bär 2017.

## Beispiele
Ein Beispiel ist Guerilla. Dieses Wort stammt von dem germanischen Wort vera, das Wirrnis, Durcheinander bedeutete. In den romanischen Sprachen, die kein „W“ schreiben, wurde es in der Schreibung Guerre oder Guerra übernommen und bedeutete dort Krieg. Als dann im Kampf gegen Napoleon auf der iberischen Halbinsel der Kleinkrieg, span. Guerrilla (wörtl.: der kleine Krieg) entwickelt wurde, kam diese Bezeichnung des Partisanenkampfes auch wieder in die deutsche Sprache zurück, ohne dass man allerdings noch erkennen könnte, dass der Neuankömmling ein Heimkehrer war.
Rückentlehnungen können auch über mehrere Sprachen erfolgen. Beispielsweise stammt im Deutschen „Balkon“ aus dem Französischen, was dort dem Italienischen „balcone“ entlehnt ist. „Balcone“ seinerseits stammt aber wiederum vom ursprünglich germanischen „Balken“.
„Boulevard“ ist solch eine Rückentlehnung. Hier kam ein Bollwerk in die französische Sprache und kehrte als Prachtstraße zurück, wie auch Salon (Saal), Agraffe (Althochdeutsch „krapfo“ für „Kampf“/„Haken“), Fauteuil („faldistôl“ für Faltenstuhl), Loge (Althochdeutsch „Laubja“ für „Laub“), Robe (Althochdeutsch „Raubon“ für „Raub“/„Räuber“), Spion (Althochdeutsch „spehon“ für „Spähen“).
Das hebräische Wort תכלית („Zweck“, moderne Aussprache: /taχˈlit/) bekam auf Jiddisch (Aussprache: /ˈtaχləs/) die zusätzlichen Bedeutungen „Ergebnis“, „ernsthafte Angelegenheit“ und fand seinen Weg zurück ins Hebräische als תכלס (Aussprache: /ˈtaχles/) mit den Bedeutungen „sachlich, Kern der Sache“ (siehe auch Wiktionary → Tacheles reden).
Rückentlehnungen beweisen, dass Sprachaustausch keine Einbahnstraße ist. Sie weisen aber auch ein wenig darauf hin, wie problematisch die Unterscheidung von Fremd-, Lehn- und Erbwörtern sein kann.